# Paolo Ignazio Maria Thaon di Revel
Paolo Ignazio Maria Thaon di Revel   (Toló, 2 de maig de 1888 - Poirino, 31 de maig de 1973) va ser un tirador d'esgrima, dirigent esportiu i polític italià.
Fill del comte Vittorio Thaon di Revel i Elfrida Maria Atkinson, va lluitar en la Primera Guerra Mundial com a oficial d'artilleria. El 1920 va prendre part en els Jocs Olímpics d'Anvers, on va disputar dues proves del programa d'esgrima. Guanyà la medalla d'or en la competició d'espasa per equips, mentre en la d'espasa individual quedà eliminat en les sèries. El 1920 i 1921 guanyà es proclamà campió nacional d'espasa. El 1923 es casà amb la comtessa Maria Angelica Salvi del Pero di Luzzano.
Expert en estudis econòmics i financers, fou membre del Partit Nacional Feixista des de 1919. El 1929 va ser nomenat alcalde de Torí, càrrec que ocupà fins a 1935. Va ser membre del Gran Consell del Feixisme. El 1933 fou nomenat senador i entre 1935 i 1943 ocupà el càrrec de ministre d'Economia i Hisenda en el govern de Mussolini.
Després de la guerra va ser president del comitè organitzador dels Jocs Olímpics d'Hivern de Cortina d'Ampezzo de 1956. Va ser el delegat italià del Comitè Olímpic Internacional i promotor dels Jocs Olímpics de Roma de 1960. Va ser president d'Italgas i de l'Acadèmia d'Agricultura de 1963 a 1971.